# Лекториум Розикруцианум
Международната школа на Златния Розенкройц, известна също и като Lectorium Rosicrucianum, е съвременна гностична организация, продължаваща традицията на мистерийните школи и делото на богомилите и катарите.
Школата, със седалище в град Хаарлем, Нидерландия, е създадена през 1935 г. като независима организация от братята Леене (единият е познат като Ян ван Райкенборг), оглавяващи по онова време нидерландския клон на Розенкройцерското братство на Макс Хайндл. В България е създадена през 1998 г. Разполага с осветени градски центрове в София, Бургас, Варна, Пловдив и Силистра.

## Учение
Учението на Школата външно се определя като съвременен християнски гностицизъм, представлявайки брънка от веригата на служещите на човечеството гностични братства. На базата на херметическите традиции и законите на вътрешната алхимия Школата на Златния Розенкройц води учениците си към преображение, което Школата нарича трансфигурация, позната от Новия завет като „новораждане от Вода и Дух“ (от първоначалната прасубстанция /"Живата вода"/ и Божия Дух), необходимо на човека поради фундаменталната му непригодност да влезе отново в Първоначалното жизнено поле ("плът и кръв не могат да наследят Божието Царство" - т.е. земната телесност и земната душа не са способни на това), от което преди време, като микрокосмос, е избрал да се отдели, за да тръгне по свой собствен път, един път на изолация и събиране на индивидуални опитности.

## Понятия
Основните стълбове в Учението на Школата на Школата на Златния Розенкройц са познанието за двете жизнени полета (за двата природни порядъка) и познанието за човека като микрокосмос (а не просто като един природнороден човек), с Духовната искра в центъра му, която като семе съдържа в себе си плана и потенциала за нововъзстановяването на цялостния първоначален Божествен микрокосмос.